# Liga ARC 2020
La temporada 2020 de la Liga ARC es la decimoquinta edición desde que se iniciara la competición de traineras organizada por la Asociación de Remo del Cantábrico en 2006. Se compone de dos grupos de 12 y 11 equipos respectivamente. La temporada regular comenzó el 11 de julio  en Pasajes (Guipúzcoa) y terminó el 30 de agosto en Castro-Urdiales (Cantabria). Posteriormente, se disputaron los play-off para el ascenso a la Liga ACT.

## Sistema de competición
La Liga ARC está dividida en 2 grupos cada uno de los cuales disputa un calendario de regatas propio. Al finalizar la liga regular y para decidir los ascensos y descensos entre la Liga ACT y los 2 grupos de la Liga ARC se disputan sendos play-off:
- Play-off de ascenso a Liga ACT: se disputa 1 plaza en la Liga ACT entre el penúltimo clasificado de dicha competición, ya que el último desciende directamente, los 2 primeros del Grupo 1 y los 2 primeros de la Liga LGT.
- Play-off entre grupos ARC: debido a la pandemia de la COVID-2019 esta temporada se sustituyeron estos play-off por ascensos y descensos automáticos de los dos primeros clasificados del Grupo 2 y los dos últimos del Grupo 1, respectivamente.[1]

## Calendario
Las siguientes regatas están programadas para tener lugar en 2020.

### Grupo 1
| Orden | Regata                                             | Fecha        | Localidad       | Provincia |
| ----- | -------------------------------------------------- | ------------ | --------------- | --------- |
| 1     | XXI Bandera de la Cofradía de Pescadores San Pedro | 11 de julio  | Pasajes         | Guipúzcoa |
| 2     | I Bandera Ékolo                                    | 19 de julio  | Guetaria        | Guipúzcoa |
| 3     | XXXV Bandera de Zumaya                             | 25 de julio  | Zumaya          | Guipúzcoa |
| 4     | IV Bandera Adegi                                   | 26 de junio  | Pasajes         | Guipúzcoa |
| 5     | XI Bandera de Guetaria                             | 8 de agosto  | Guetaria        | Guipúzcoa |
| 6     | Jornada 6/Liga ARC-1                               | 9 de agosto  | Guecho          | Vizcaya   |
| 7     | L Bandera de Santander                             | 15 de agosto | Santander       | Cantabria |
| 8     | XV Bandera Marina de Cudeyo                        | 16 de agosto | Santander       | Cantabria |
| 9     | XVII Bandera del Puerto Viejo de Algorta           | 22 de agosto | Guecho          | Vizcaya   |
| 10    | Jornada 10/Liga ARC-1                              | 23 de agosto | Guecho          | Vizcaya   |
| 11    | I Bandera del Comercio y Hostelería de Castro      | 29 de agosto | Castro-Urdiales | Cantabria |
| 12    | XLVIII Bandera Ciudad de Castro                    | 30 de agosto | Castro-Urdiales | Cantabria |

### Grupo 2
| Orden | Regata                                                   | Fecha        | Localidad           | Provincia |
| ----- | -------------------------------------------------------- | ------------ | ------------------- | --------- |
| 1     | XIV Bandera de la Cofradía de Pescadores de Fuenterrabía | 11 de julio  | Fuenterrabía        | Guipúzcoa |
| 2     | I Bandera Ékolo                                          | 19 de julio  | Guetaria            | Guipúzcoa |
| 3     | IV Bandera de Motrico-Yurrita Group                      | 25 de julio  | Motrico             | Guipúzcoa |
| 8     | 700 aniversario de la Villa de Rentería                  | 21 de julio  | Pasajes de San Juan | Guipúzcoa |
| 5     | XI Bandera de Zarautz                                    | 8 de agosto  | Guetaria            | Guipúzcoa |
| 6     | XXVII Bandera de San Juan de Luz                         | 9 de agosto  | Guecho              | Vizcaya   |
| 7     | L Bandera de Santander                                   | 15 de agosto | Santander           | Cantabria |
| 8     | XV Bandera Marina de Cudeyo                              | 16 de agosto | Santander           | Cantabria |
| 9     | XVII Bandera del Puerto Viejo de Algorta                 | 22 de agosto | Guecho              | Vizcaya   |
| 10    | Bandera Antton Bilbao                                    | 23 de agosto | Guecho              | Vizcaya   |
| 11    | I Bandera del Comercio y Hostelería de Castro            | 29 de agosto | Castro-Urdiales     | Cantabria |
| 12    | XLVIII Bandera Ciudad de Castro                          | 30 de agosto | Castro-Urdiales     | Cantabria |

### Play-off de ascenso a Liga ACT
| Orden | Regata      | Fecha            | Provincia |
| ----- | ----------- | ---------------- | --------- |
| 1     | Bermeo      | 19 de septiembre | Vizcaya   |
| 2     | Portugalete | 20 de septiembre | Vizcaya   |

## Traineras participantes

### Grupo 1
| Equipo                 | Nombre de la Trainera | Localidad            | Provincia |
| ---------------------- | --------------------- | -------------------- | --------- |
| Arkote                 | Plentzitarra          | Plencia              | Vizcaya   |
| Astillero              | San José XV           | El Astillero         | Cantabria |
| Camargo                | Virgen del Carmen     | Camargo              | Cantabria |
| Deusto                 | Tomatera              | Bilbao               | Vizcaya   |
| Donostiarra B-Amenabar | Torrekua              | San Sebastián        | Guipúzcoa |
| Getaria                | Esperantza            | Guetaria             | Guipúzcoa |
| Getxo                  | Goizeko Izarra        | Guecho               | Vizcaya   |
| Orio B                 | Txiki                 | Orio                 | Guipúzcoa |
| Pedreña                | Seve Ballesteros      | Pedreña              | Cantabria |
| San Juan               | San Juan              | Pasajes de San Juan  | Guipúzcoa |
| San Pedro              | Libia                 | Pasajes de San Pedro | Guipúzcoa |
| Zumaia                 | Telmo Deun            | Zumaya               | Guipúzcoa |

### Grupo 2
| Equipo                       | Nombre de la Trainera | Localidad       | Provincia |
| ---------------------------- | --------------------- | --------------- | --------- |
| Busturialdea                 | Artarri               | Elanchove       | Vizcaya   |
| Castro-Canteras de Santullan | La Marinera           | Castro-Urdiales | Cantabria |
| AN Castro                    | Flaviobriga           | Castro-Urdiales | Cantabria |
| Hibaika-Susperregi           | Madalen               | Rentería        | Guipúzcoa |
| Hondarribia B                | Ama Guadalupekoa      | Fuenterrabía    | Guipúzcoa |
| Lapurdi                      | Xubero                | San Juan de Luz | Francia   |
| Motrico                      | Motrico               | Motrico         | Guipúzcoa |
| Portugalete                  | Jarrillera            | Portugalete     | Vizcaya   |
| IRC-Santoña                  | Virgen del Puerto     | Santoña         | Cantabria |
| Santurtzi B                  | Sotera                | Santurce        | Vizcaya   |
| Zarautz B-Babyauto           | Enbata                | Zarauz          | Guipúzcoa |

### Equipos por provincia
| Provincia | Grupo | N. | Equipos                                                                   |
| --------- | ----- | -- | ------------------------------------------------------------------------- |
| Guipúzcoa | 1     | 6  | Donostiarra B-AmenabarGetxo, Getaria, Orio B, San Juan, San Pedro, Zumaia |
| Guipúzcoa | 2     | 4  | Hibaika-Susperregi, Hondarribia B, Motrico, Zarautz B-Babyauto,           |
| Guipúzcoa | TOTAL | 10 |                                                                           |
| Cantabria | 1     | 3  | Astillero, Camargo, Pedreña                                               |
| Cantabria | 2     | 3  | Castro-Canteras Santullan, Castro-Glass, IRC-Santoña                      |
| Cantabria | TOTAL | 6  |                                                                           |
| Vizcaya   | 1     | 3  | Arkote, Deusto, Getxo                                                     |
| Vizcaya   | 2     | 3  | , Busturialdea, Portugalete, Santurtzi B                                  |
| Vizcaya   | TOTAL | 6  |                                                                           |
| Francia   | 1     | -  | -                                                                         |
| Francia   | 2     | 1  | Lapurdi                                                                   |
| Francia   | TOTAL | 1  |                                                                           |

### Ascensos y descensos
| Pos.  | Descendidos de Liga ACT |
| ----- | ----------------------- |
| Prom. | San Pedro (11º)         |
| 12º   | Astillero               |

| Pos.  | Ascendidos de Grupo 2 |
| ----- | --------------------- |
| 1.º   | Orio B                |
| Prom. | Getxo (3º)            |

| Pos.  | Descendidos de Grupo 1 |
| ----- | ---------------------- |
| Prom. | IRC-Santoña (10º)      |
| Prom. | Lapurdi (11º)          |
| 12.º  | Hibaika-Susperregi     |

| Pos. | Clubes de Grupo 2 no inscritos |
| ---- | ------------------------------ |
| 4.º  | Bermeo B-Avia                  |
| 8.º  | San Juan B                     |
| 9.º  | Portu-Deusto                   |

| Pos. | Nueva inscripción  |
| ---- | ------------------ |
| -    | Zarautz B-Babyauto |
| -    | Santurtzi B        |

     Ascenso directo.

     Ascenso después de play-off.

     Descenso directo ordinario.

     Descenso después de play-off.

     Descenso administrativo o desaparición.

     Nueva inscripción.

## Clasificación
A continuación se recoge la clasificación en cada una de las regatas disputadas en cada grupo.
A lo largo de la temporada, las tripulaciones de Getaria, perteneciente al Grupo 1, y las de Zarautz y Portugalete, del Grupo 2, se vieron afectadas por la COVID-19. viéndose obligadas a abandonar transitoriamente la competición. Por ello, la clasificación se realiza de acuerdo con un sistema de coeficientes resultado del cociente entre los puntos obtenidos por cada club en las regatas que haya participado entre el número total de dichas regatas.

### Grupo 1
Los puntos se reparten entre los doce participantes en cada regata.
| Posición | 1.º | 2.º | 3.º | 4.º | 5.º | 6.º | 7.º | 8.º | 9.º | 10.º | 11.º | 12.º |
| Puntos   | 12  | 11  | 10  | 9   | 8   | 7   | 6   | 5   | 4   | 3    | 2    | 1    |

| Pos. | Club                   | Trainera          | 1 PED | 2 EKO | 3 ZUM | 4 ADE | 5 GUE | 6 J6 | 7 SER | 8 CUD | 9 ALG | 10 J10 | 11 COM | 12 CAS | Puntos |
| ---- | ---------------------- | ----------------- | ----- | ----- | ----- | ----- | ----- | ---- | ----- | ----- | ----- | ------ | ------ | ------ | ------ |
| 1    | Pedreña                | Seve Ballesteros  | 2     | 1     | 1     | 1     | 1     | 3    | 1     | 1     | 1     | 2      | 1      | 2      | 11,58  |
| 2    | San Pedro              | Libia             | 1     | 2     | 3     | 4     | 2     | 2    | 2     | 2     | 4     | 1      | 2      | 1      | 10,83  |
| 3    | Getaria                | Esperantza        | 3     | 3     | 8     | 2     | COV   | COV  | 6     | 5     | 2     | 7      | 3      | 4      | 8,70   |
| 4    | Deusto                 | Tomatera          | 4     | 7     | 5     | 3     | 3     | 1    | 9     | 8     | 3     | 3      | 5      | 7      | 8,17   |
| 5    | Arkote                 | Plentzitarra      | 5     | 4     | 4     | 6     | 4     | 5    | 5     | 3     | 11    | 4      | 6      | 6      | 7,75   |
| 6    | San Juan               | San Juan          | 6     | 5     | 2     | 5     | 5     | 4    | 4     | 12    | 7     | 5      | 8      | 5      | 7,33   |
| 7    | Camargo                | Virgen del Carmen | 8     | 6     | 6     | 9     | 8     | 6    | 3     | 4     | 6     | 6      | 4      | 3      | 7,25   |
| 8    | Zumaia                 | Telmo Deun        | 10    | 9     | 7     | 8     | 6     | 8    | 10    | 9     | 8     | 9      | 7      | 8      | 4,75   |
| 9    | Orio B                 | Txiki             | 7     | 11    | 9     | 10    | 11    | 9    | 7     | 7     | 5     | 10     | 10     | 11     | 4,08   |
| 10   | Astillero              | San José XV       | 12    | 10    | 12    | 7     | 9     | 7    | 12    | 6     | 9     | 8      | 9      | 9      | 3,83   |
| 11   | Donostiarra B-Amenabar | Torrekua          | 9     | 8     | 11    | 12    | 7     | 10   | 8     | 10    | 10    | 12     | 11     | 10     | 3,17   |
| 12   | Getxo                  | Goizeko Izarra    | 11    | 12    | 10    | 11    | 10    | 11   | 11    | 11    | 12    | 11     | 12     | 12     | 1,83   |

| Color     | Resultado                   |
| --------- | --------------------------- |
| Oro       | Ganador                     |
| Plata     | Segundo                     |
| Bronce    | Tercero                     |
| Verde     | Puntuó                      |
| Sin color | COV - Afectada por COVID-19 |

| Evolución de la clasificación general del Grupo 1                |                                                                  |
| ---------------------------------------------------------------- | ---------------------------------------------------------------- |
| Gráfico no disponible temporalmente debido a problemas técnicos. |                                                                  |
|                                                                  | Gráfico no disponible temporalmente debido a problemas técnicos. |

### Grupo 2
Los puntos se reparten entre los once participantes en cada regata. 
| Posición | 1.º | 2.º | 3.º | 4.º | 5.º | 6.º | 7.º | 8.º | 9.º | 10.º | 11.º |
| Puntos   | 11  | 10  | 9   | 8   | 7   | 6   | 5   | 4   | 3   | 2    | 1    |

| Pos. | Club                         | Trainera          | 1 COF | 2 EKO | 3 MOT | 4 REN | 5 ZAR | 6 LUZ | 7 SER | 8 CUD | 9 ALG | 10 ANT | 11 COM | 12 CAS | Puntos |
| ---- | ---------------------------- | ----------------- | ----- | ----- | ----- | ----- | ----- | ----- | ----- | ----- | ----- | ------ | ------ | ------ | ------ |
| 1    | Castro-Canteras de Santullan | La Marinera       | 3     | 1     | 1     | 2     | 1     | 1     | 2     | 1     | 3     | 1      | 1      | 1      | 10,50  |
| 2    | Lapurdi                      | Xubero            | 1     | 2     | 2     | 3     | 2     | 2     | 1     | 3     | 1     | 3      | 2      | 2      | 10,00  |
| 3    | Hondarribia B                | Ama Guadalupekoa  | 2     | 4     | 3     | 1     | 5     | 3     | 3     | 2     | 4     | 2      | 5      | 5      | 8,75   |
| 4    | Portugalete                  | Jarrillera        | 5     | 3     | 4     | 4     | 6     | 4     | 4     | 5     | 2     | 5      | COV    | COV    | 7,80   |
| 5    | Busturialdea                 | Artarri           | 7     | 5     | 5     | 7     | 4     | 7     | 5     | 4     | 5     | 4      | 3      | 3      | 7,08   |
| 6    | Motrico                      | Motrico           | 4     | 7     | 6     | 6     | 3     | 5     | 6     | 6     | 6     | 6      | 4      | 6      | 6,58   |
| 7    | AN Castro                    | Flaviobriga       | 6     | 6     | 10    | 5     | 7     | 6     | 7     | 7     | 7     | 7      | 6      | 4      | 5,50   |
| 8    | Hibaika-Susperregi           | Madalen           | 9     | 10    | 7     | 9     | 8     | 8     | 8     | 8     | 9     | 9      | 7      | 8      | 3,67   |
| 9    | Santurtzi B                  | Sotera            | 8     | 9     | 9     | 8     | 9     | 10    | 11    | 9     | 8     | 8      | 9      | 7      | 3,25   |
| 10   | Zarautz B-Babyauto           | Enbata            | 10    | 8     | 8     | 10    | 10    | 9     | 9     | 10    | 11    | 11     | COV    | COV    | 2,75   |
| 11   | IRC-Santoña                  | Virgen del Puerto | 11    | 11    | 11    | 11    | 11    | 11    | 10    | 11    | 10    | 10     | 8      | 9      | 1,67   |

| Color     | Resultado                   |
| --------- | --------------------------- |
| Oro       | Ganador                     |
| Plata     | Segundo                     |
| Bronce    | Tercero                     |
| Verde     | Puntuó                      |
| Sin color | COV - Afectada por COVID-19 |

| Evolución de la clasificación general del Grupo 2                |                                                                  |
| ---------------------------------------------------------------- | ---------------------------------------------------------------- |
| Gráfico no disponible temporalmente debido a problemas técnicos. |                                                                  |
|                                                                  | Gráfico no disponible temporalmente debido a problemas técnicos. |

### Play-off de ascenso a Liga ACT
Los puntos se reparten entre los cinco participantes en cada regata.
| Posición | 1.º | 2.º | 3.º | 4.º | 5.º |
| Puntos   | 5   | 4   | 3   | 2   | 1   |

| Pos. | Club             | Trainera         | 1 BER | 2 POR | Puntos |
| ---- | ---------------- | ---------------- | ----- | ----- | ------ |
| 1    | Zarautz-Babyauto | Enbata           | 2     | 1     | 9      |
| 2    | Tirán            | Pereira          | 1     | 4     | 7      |
| 3    | Pedreña          | Seve Ballesteros | 4     | 3     | 5      |
| 4    | San Pedro        | Libia            | 5     | 2     | 5      |
| 5    | Samertolameu     | Meira Mar        | 3     | 5     | 4      |

| Color  | Resultado |
| ------ | --------- |
| Oro    | Ganador   |
| Plata  | Segundo   |
| Bronce | Tercero   |
| Verde  | Puntuó    |

Tras la suma de los tiempos de las dos jornadas, Pedreña logra la tercera plaza.

### Ascensos y descensos entre grupos
Los equipos Castro-Canteras Santullan y Lapurdi ascienden al Grupo 1 directamente al quedar primero y segundo del Grupo 2, respectivamente.
Los equipos Donostiarra B-Amenabar y Getxo descienden al Grupo 2 directamente al quedar penúltimo y último del Grupo 1, respectivamente.